# Carousel (musical)
Carousel – amerykański musical z 1945 roku autorstwa Richarda Rodgersa (muzyka) i Oscara Hammersteina II (scenariusz i teksty piosenek). Choreografię do niego przygotowała Agnes De Mille.
Musical został oparty na sztuce Ferenca Molnára "Liliom". Premiera odbyła się 19 kwietnia 1945 roku. Piosenka z musicalu You’ll Never Walk Alone stała się hymnem klubu piłkarskiego Liverpool FC, ale też innych klubów piłkarskich m.in. Celticu i St. Pauli.